# Ramberto Ramberti

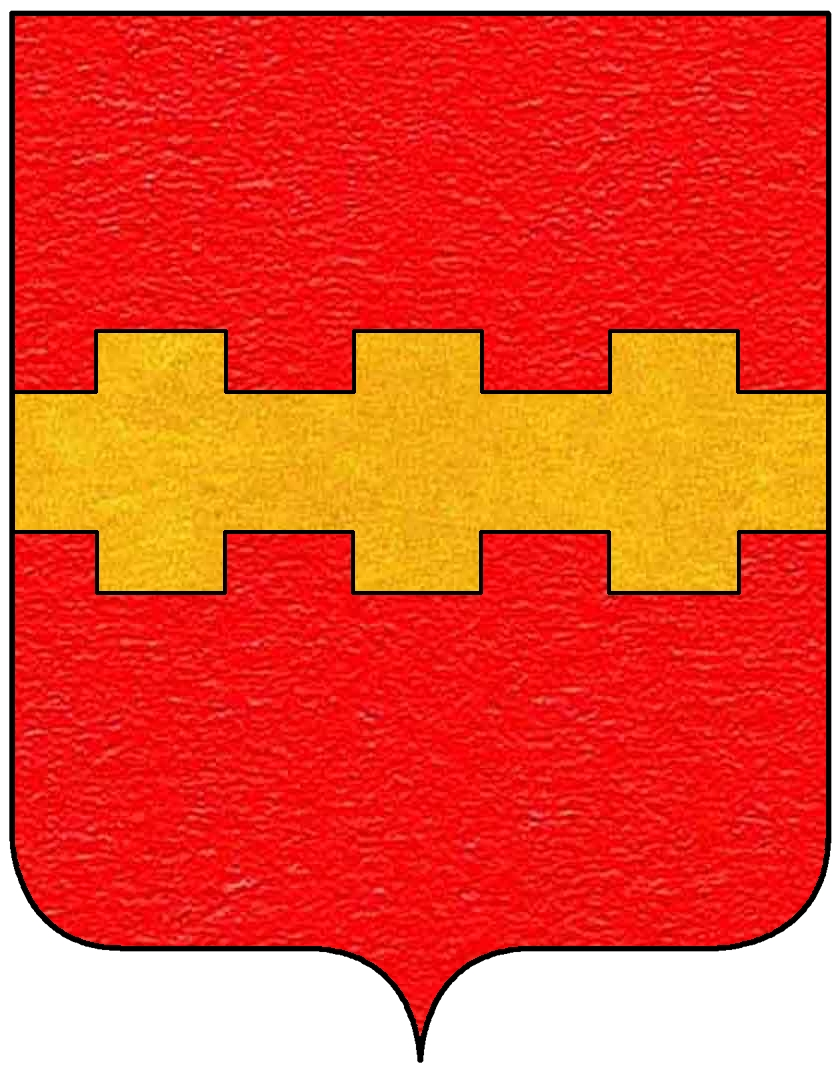
Stemma dei Ramberti

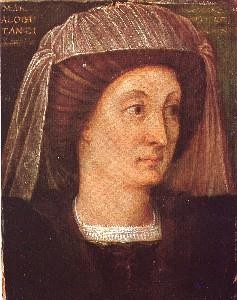
Richilda Ramberti (1269-1319)

Ramberto (Rambertino) Ramberti (Ferrara, 1247 circa – Mantova, 14 novembre 1312) è stato un condottiero e politico italiano.

## Biografia
Della famiglia ghibellina Ramberti, parteggiò anch'esso per i ghibellini e ricoprì la carica di podestà di Brescia. Nel 1305 fu nominato capitano di Bologna e combatté contro il guelfo Azzo VIII d'Este. 

Nel 1306, con l'affermazione della famiglia guelfa di parte bianca dei Lambertazzi, Ramberto fu costretto all'esilio. Con l'aiuto di Alboino della Scala, signore di Verona e di Guido dei Bonacolsi, signore di Mantova, occupò, assieme a Francesco d'Este (in lite col fratello Azzo), alcuni paesi del Polesine controllati dagli Estensi. Nel luglio 1306 andò all'attacco di Ferrara, ma fu respinto. Nel 1309 affiancò il cardinale Arnaud de Pellegrue, inviato dalla Francia dal papa in qualità di legato affinché recuperasse la città di Ferrara, che si ribellò intanto contro Fresco d'Este. Nel luglio 1310 fece irruzione in Ferrara, uccidendo molti fedeli al pontefice e a Francesco d'Este, ma fu costretto alla ritirata. Nell'agosto 1312 ricoprì la carica di podestà di Modena per conto dei Bonacolsi, ma morì poco dopo.

## Discendenza
Ramberto sposò Margherita di Almerico dei Lavellongo. La figlia Richilda (1269-1319) fu erede del padre e sposò in prime nozze Luigi I Gonzaga, primo capitano del popolo di Mantova, dando così inizio alla dinastia dei Gonzaga.